# Thomas Pieters

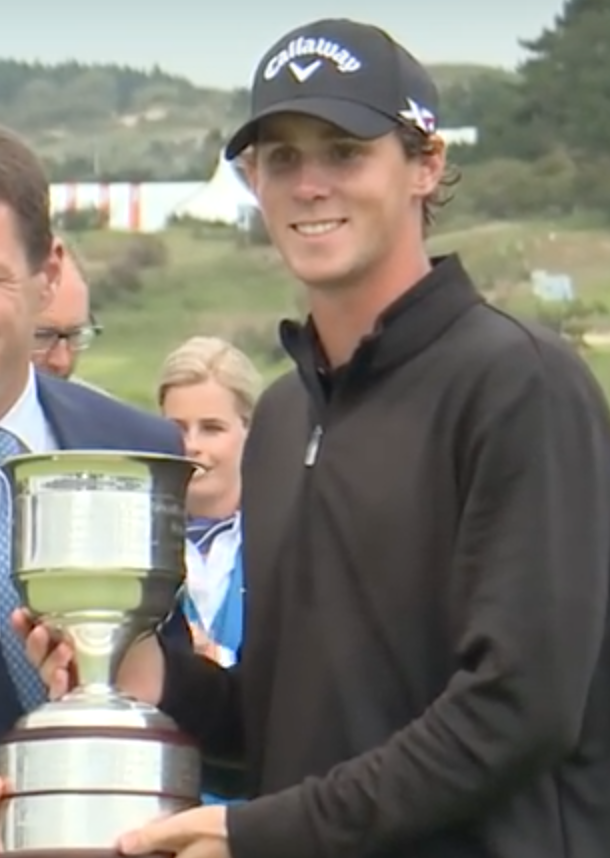
Thomas Pieters, 2015.

Thomas Pieters, född 27 januari 1992 i Geel, är en belgisk professionell golfspelare som spelar för Liv Golf. Han har tidigare spelat bland annat på PGA Tour, PGA European Tour och Challenge Tour.
Pieters har vunnit sex European-vinster.. Hans bästa resultat i majortävlingar har varit en delad fjärde plats vid 2017 års The Masters Tournament och en delad sjätte plats vid 2018 års PGA Championship Pieters deltog också vid 2016 års Ryder Cup.
Han var även med och tävlade för Belgien vid de olympiska sommarspelen 2016 och olympiska sommarspelen 2020.
Pieters studerade vid University of Illinois at Urbana-Champaign och spelade golf för deras idrottsförening Illinois Fighting Illini, där han också vann det individuella NCAA-mästerskapet för säsongen 2012.